# Maurs
Maurs là một xã ở tỉnh Cantal, thuộc vùng Auvergne-Rhône-Alpes ở miền trung nước Pháp.La ville est aussi appelée Maurs-la-jolie.

## Dân số
| Năm    | 1962 | 1968 | 1975 | 1982 | 1990 | 1999 | 2005 |
| ------ | ---- | ---- | ---- | ---- | ---- | ---- | ---- |
| Dân số | 2485 | 2535 | 2566 | 2426 | 2350 | 2253 | 2265 |